# هيرويوكي تاني
هيرويوكي تاني (بالكانا:たに ひろゆき) هو سياسي ياباني، ولد في 6 يوليو 1943 في اليابان. حزبياً، نشط في الحزب الديمقراطي الياباني. انتخب عضو مجلس المستشارين ( – 28 يوليو 2013).